# Oleksandr Danyliouk
Pour les articles homonymes, voir Danyliouk.
Oleksandr Danyliouk (en ukrainien : Олександр Данилюк), né le 22 juillet 1975 à Grigoriopol, est une personnalité politique ukrainienne.
Il fut ministre des finances du Gouvernement Hroïsman et membre du Conseil de défense et de sécurité nationale d'Ukraine et directeur de Mckinsey Europe.
En janvier 2023, il rejoint la société Destinus en tant que vice-président principal Défense.